# Gespikkelde wolzwever
De gespikkelde wolzwever (Bombylius medius) is een vliegensoort uit de familie van de wolzwevers (Bombyliidae). De wetenschappelijke naam van de soort is voor het eerst geldig gepubliceerd in 1758 door Linnaeus.